# Петрос Равусіс
Петрос Равусіс (грец. Πέτρος Ραβούσης, нар. 1 жовтня 1954) — грецький футболіст, що грав на позиції захисника, зокрема за клуб АЕК, а також національну збірну Греції. По завершенні ігрової кар'єри — тренер.

## Клубна кар'єра
У дорослому футболі дебютував 1971 року виступами за друголіговий «Левадіакос».
Наступного року був запрошений до вищолігового столичного клубу АЕК. З наступного сезону вже став основним захисником команди, загалом провів у її складі дванадцять сезонів.  За цей час тричі виборював титул чемпіона Греції, двічі ставав володарем Кубка Греції.
1984 року повернувся до «Левадіакоса», у складі якого провів заключні чотири сезони своєї ігрової кар'єри. 

## Виступи за збірну
1976 року дебютував в офіційних матчах у складі національної збірної Греції.
У складі збірної був учасником чемпіонату Європи 1980 року в Італії, де виходив на поле в одній грі групового етапу, який грецькій команді подолати не вдалося.
Загалом протягом шестирічної кар'єри в національній команді провів у її формі 22 матчі.

## Кар'єра тренера
Завершивши ігрову кар'єру, повернувся до клубу АЕК, де приєднався до очолюваного Душаном Баєвичем тренерського штабу. Асистував югославському спеціалісту протягом восьми сезонів, а після відходу Баєвича з посади був призначений головним тренером команди. Пропрацював у такому статусі один сезон, приводив команду до перемоги в розіграші Кубка Греції.
Згодом у 1997–1999 роках тренував «Паніліакос», «Верію» та кіпрський АЕК (Ларнака).

## Титули і досягнення
| - Чемпіон Греції (3): АЕК: 1977-1978, 1978-1979, 1988-1989 - Володар Кубка Греції (2): АЕК: 1977-1978, 1982-1983 - Володар Суперкубка Греції (1): АЕК: 1989 | - Володар Кубка Греції (1): АЕК: 1996-1997 - Володар Суперкубка Греції (1): АЕК: 1996 |